# Punta de Yeisk
La punta de Yeisk (del ruso: Ейская коса) es un cordón litoral arenoso de origen aluvial situado en el centro de la orilla norte de la península de Yeisk, que separa el limán del Yeya del golfo de Taganrog del mar de Azov. Administrativamente pertenece al raión de Yeisk del krai de Krasnodar de Rusia. Tiene una longitud de 3 km. Sobre la punta se halla la ciudad de Yeisk.
Entre 1908 y 1911 se construyó el ferrocarril de Yeisk, entre esta ciudad y la estación Sosyka de Pávlovskaya. Para los trabajos se extrajo una gran cantidad de terreno calcáreo de la punta. La estructura natural quedó debilitada, de modo que una fuerte tormenta acaecida el 13 de marzo de 1914 cortó el cordón, creando la isla de la punta de Yeisk o isla Zhelioni (antes de la tormenta medía 9 km de longitud) y un estrecho de más de 3 km.